# Robert Vere
Pour les articles homonymes, voir Robert de Vere.
Sir Robert Vere (mort en 1461) est un diplomate et chevalier anglais nommé sénéchal de Gascogne. 

## Biographie
Robert est le deuxième fils de Richard de Vere, 11ème comte d'Oxford et Alice Sergeaux. Il est membre d'un clan lié au pouvoir anglais par alliance. Adoubé en 1426, il devient capitaine du château de Caen. Il exerce à deux reprises la charge de sénéchal de Gascogne, alors possession anglaise, du 5 août 1441 au 15 août 1442 puis du 15 novembre 1445 au 18 octobre 1450 (les dates de fins de mandats sont celles de la nomination de ses successeurs, sans garanti qu'il ait tenu son poste jusque là). 
Il est tué en Cornouailles en 1461. 

## Descendance
Robert a épousé Joan, veuve de Nicholas Carew, fille de Hugh Courtenay de Haccombe et de Philippa Archdekne. Le couple a pour enfants connus : 
- John Vere, marié à Alice Colbroke, dont postérité ;
- Joan Vere.